# 26 maj
26 maj är den 146:e dagen på året i den gregorianska kalendern (147:e under skottår). Det återstår 219 dagar av året.

## Återkommande bemärkelsedagar

### Nationaldagar
- Georgiens nationaldag (till minne av självständigheten från Ryssland 1918)

### Flaggdagar
- Danmark: Konungens födelsedag

## Namnsdagar

### I den svenska almanackan
- Nuvarande – Vilhelmina och Vilma
- Föregående i bokstavsordning
  - Eleuterius – Namnet fanns, till minne av Eleutherus en påve från 100-talet, på dagens datum fram till 1794, då det utgick.
  - Helmy – Namnet infördes 1986 på 10 oktober, men flyttades 1993 till dagens datum. 2001 flyttades det till 6 april, varvid namnformen ändrades till Helmi. 2011 togs det bort ur almanackan.
  - Vilhelmina – Namnet infördes på dagens datum 1794, för att hedra Fredrika Dorotea Vilhelmina av Baden, som var Sveriges drottning 1797–1809, då hon var gift med kung Gustav IV Adolf. Namnet har funnits på dagens datum sedan dess.
  - Vilma – Namnet infördes på dagens datum 1986, men flyttades 1993 till 29 januari och 2001 tillbaka till dagens datum.
  - Vilmar – Namnet infördes på dagens datum 1986, men utgick 1993.
- Föregående i kronologisk ordning
  - Före 1794 – Eleutherus
  - 1794–1900 – Vilhelmina
  - 1901–1985 – Vilhelmina
  - 1986–1992 – Vilhelmina, Vilma och Vilmar
  - 1993–2000 – Vilhelmina och Helmy
  - Från 2001 – Vilhelmina och Vilma
- Källor
  - Brylla, Eva (red.): Namnlängdsboken, Norstedts ordbok, Stockholm, 2000. ISBN 91-7227-204-X
  - af Klintberg, Bengt: Namnen i almanackan, Norstedts ordbok, Stockholm, 2001. ISBN 91-7227-292-9

### Finlandssvenska almanackan
- Nuvarande från 2020[1] – Wilma, Minna, Vilhelmina
- I föregående revideringar[a][2]
  - 1929–1949 – Viking
  - 1950–2009 – Vilhelmina, Minna
  - 2010–2019 – Vilhelmina, Wilma, Minna

## Händelser
- 946 – När Edmund den magnifike, som har varit kung av England sedan 939, blir mördad i ett bråk med den fredlöse Leofa, endast 25 år gammal, efterträds han samma dag på tronen av sin bror Edred. Denne är kung i knappt tio år, men avlider själv vid 32 års ålder 955.
- 1831 – En polsk upprorsstyrka på 34 000 man och 34 kanoner, ledd av general Jan Zygmunt Skrzynecki, blir besegrad av en jämnstark rysk armé på 35 000 man och 148 kanoner, under fältmarskalk Hans Carl von Diebitsch-Zabalkanskijs befäl, i slaget vid Ostrołęka. Detta blir den största drabbningen under det pågående polska Novemberupproret, som har utbrutit mot det ryska styret året före. Till hösten samma år är dock polackerna besegrade och Polen förblir delat mellan Ryssland, Preussen/Tyskland och Österrike fram till 1918.
- 1879 – En strejk utbryter vid Heffners sågverk utanför Sundsvall, då arbetarna protesterar mot att de har fått sänkta löner, till följd av sjunkande trävarupriser, trots att sågverksägarna har fått stödlån på 3 000 000 kronor av Sveriges regering och har ställt till med en stor fest för sig själva, när lånet blev beviljat. Sedan landshövding Curry Treffenberg har hotat arbetarna med fängelse, om de inte återgick till arbetet, avbryts strejken efter åtta dagar, utan att arbetarna har uppnått sina mål. Detta räknas som den första och mest omfattande svenska industristrejken under 1800-talet.
- 1918 – Georgien utropar sin självständighet från det sönderfallande Ryssland i svallvågorna efter den ryska revolutionen ett halvår tidigare.[3] Landet drabbas dock och både interna och externa problem och knappt tre år senare (våren 1921) invaderas Georgien av den sovjetiska Röda armén och blir sovjetrepublik fram till 1991, då landet åter blir självständigt.
- 1967 – Den brittiska popgruppen The Beatles utger musikalbumet Sgt. Pepper's Lonely Hearts Club Band, som anses som en milstolpe i musikhistorien. Musiken anses nyskapande och innovativ, då musikvärlden inte har hört något liknande tidigare. Det ses också som en katalysator för den pågående flower power-rörelse, som då sveper över västvärlden.
- 1991 – En och en halv månad efter att Georgien den 9 april har utropat sin självständighet från det sönderfallande Sovjetunionen hålls landets första fria presidentval (Sovjet har dock ännu inte erkänt landets självständighet). Zviad Gamsachurdia, som före självständigheten har varit ordförande i Georgiska sovjetrepublikens högsta råd och tillförordnad president sedan 14 april, vinner en överväldigande seger, då han får 87,6 % av rösterna. Knappt åtta månader senare blir han dock avsatt genom en militärkupp och tvingas leva i exil till hösten 1993, då han återvänder, för att försöka återta makten, men blir dödad 31 december samma år.
- 2005 – Minnessedeln Tumba Bruk 250 år utges av Sveriges riksbank.
- 2010 – Johan af Donner, som tidigare har varit informations- och insamlingschef för Cancerfonden och kommunikationsdirektör för svenska Röda Korset, döms till fem års fängelse för grov förskingring, då han under nio års tid har svindlat de båda organisationerna på åtminstone 6,6 miljoner kronor. I april året därpå fastställer Svea hovrätt tingsrättens dom, men med något justerad rubricering.
- 2011 – Den bosnienserbiske generalen och krigsförbrytaren Ratko Mladić blir gripen av serbisk polis i byn Lazarevo i norra Serbien. Han har då varit på flykt sedan Bosnienkrigets slut 1995 och står vid internationella krigsförbrytartribunalen i Haag anklagad för att under kriget ha varit ansvarig för folkmord, krigsförbrytelser och brott mot mänskligheten. Han utlämnas till tribunalen fem dagar senare och rättegången mot honom inleds ett år senare.
- 2012 – Den svenska artisten Loreen vinner årets upplaga av Eurovision Song Contest i Azerbajdzjans huvudstad Baku, när hon framför bidraget ”Euphoria”. Detta blir Sveriges femte seger i tävlingen genom tiderna och bidragets poängsumma (372 poäng) är den näst högsta någonsin.

## Födda
- 1478 – Clemens VII, född Giulio di Giuliano de' Medici, påve 1523-1534
- 1650 – John Churchill, engelsk militär och politiker
- 1667 – Abraham de Moivre, fransk matematiker
- 1799 – Aleksandr Pusjkin, rysk författare och skald, räknad som rysk nationalskald och grundare av det ryska litteraturspråket
- 1810 – Christen Købke, dansk målare
- 1813 – George G. Fogg, amerikansk politiker, diplomat och publicist, senator för New Hampshire 1866–1867
- 1820 – James Walter Wall, amerikansk demokratisk politiker, senator för New Jersey 1863
- 1822 – Edmond Goncourt, fransk skriftställare
- 1828
  - Benjamin F. Rice, amerikansk republikansk politiker, senator för Arkansas 1868–1873
  - Edward Sederholm, svensk riksgäldsfullmäktig och riksdagsman
- 1867 – Mary av Teck, Storbritanniens drottning 1910–1936 (gift med Georg V)
- 1874 – Henri Farman, fransk flygplanskonstruktör och flygpionjär
- 1878 – Thomas H. Moodie, amerikansk demokratisk politiker, guvernör i North Dakota 1935
- 1881 – Edward V. Robertson, brittisk-amerikansk politiker, senator för Wyoming 1943–1949
- 1882 – Frank Emerson, amerikansk republikansk politiker, guvernör i Wyoming 1927–1931
- 1894 – Ivar Jansson, svensk folkskollärare och socialdemokratisk politiker
- 1899
  - Pieter Menten, nederländsk konsthandlare och krigsförbrytare
  - David Erikson, svensk skådespelare
- 1900 – Karin Juel, svensk sångare, sångtextförfattare, skådespelare och författare
- 1904 – George Formby, brittisk sångare, musiker, skådespelare och komiker
- 1907
  - John Wayne, amerikansk skådespelare
  - Hans Grüneberg, brittisk genetiker
- 1908 – Robert Morley, brittisk skådespelare
- 1910 – Imi Lichtenfeld, ungersk-israeilisk atlet och militär
- 1911 – Randi Brænne, norsk skådespelare
- 1913
  - Peter Cushing, brittisk skådespelare
  - Karin Ekelund, svensk skådespelare, regissör och sångare
- 1914 – Frankie Manning, amerikansk dansare, en av de främsta inom lindy hop
- 1916 – Louis Thomas Hardin, amerikansk kompositör med artistnamnet Moondog
- 1920
  - Peggy Lee, amerikansk sångare och skådespelare
  - Rolf ”Rulle” Lövgren, svensk revyartist
- 1923 – James Arness, amerikansk skådespelare
- 1925 – Alec McCowen, brittisk skådespelare (död 2017)
- 1926 – Miles Davis, amerikansk jazztrumpetare och kompositör
- 1927 – Jacques Bergerac, fransk skådespelare
- 1931 – Sven Delblanc, svensk författare och litteraturvetare
- 1932 – Frank Beyer, tysk filmregissör
- 1933 – Edward Whittemore, amerikansk författare
- 1937 – Neil Ardley, brittisk författare och jazzmusiker
- 1940 – Levon Helm, amerikansk rockmusiker, trumslagare i gruppen The Band
- 1941 – Jim Dobbin, brittisk labourpolitiker, parlamentsledamot 1997–2014
- 1943 – Leif "Blixten" Henriksson, svensk ishockeyspelare
- 1948
  - Stevie Nicks, amerikansk sångare i gruppen Fleetwood Mac
  - Kjell-Rune Milton, svensk hockeyspelare (död 2023)
- 1949
  - Jeremy Corbyn, brittisk politiker, parlamentsledamot 1983–, partiledare för Labour 2015–2020
  - Philip Michael Thomas, amerikansk skådespelare
- 1952 – Lennart R. Svensson, svensk skådespelare
- 1953 – Kay Hagan, amerikansk demokratisk politiker, senator för North Carolina 2009–2015 (död 2019)
- 1954 – Anette Norberg, svensk skådespelare och teaterregissör
- 1956 – Kay Tinbäck, svensk skådespelare och scenograf
- 1958 – Aino Seppo, finländsk skådespelare
- 1959 – Michael Lundholm, svensk nationalekonom och moderat politiker
- 1962 – Bobcat Goldthwait, amerikansk komiker och skådespelare
- 1964 – Lenny Kravitz, amerikansk sångare, gitarrist och musikproducent
- 1966 – Helena Bonham Carter, brittisk skådespelare
- 1967 – Kristen Pfaff, amerikansk basist
- 1968 – Frederik X, kung av Danmark 2024–
- 1971 – Matt Stone, amerikansk manusförfattare, producent, musiker och skådespelare
- 1974 – Lars Frölander, svensk simmare, OS-guld 2000, bragdmedaljör
- 1976 – Alexander Karim, svensk regissör och skådespelare
- 1977 – Luca Toni, italiensk fotbollsspelare
- 1981 – Erik Ljung, svensk regissör, musiker och låtskrivare
- 1982 – Yoko Matsugane, japansk fotomodell
- 1984 – Jennifer Tillman, svensk travkusk
- 1996 – Zećira Mušović, svensk fotbollsspelare, VM-brons 2019 och 2023, OS-silver 2020

## Avlidna
- 604 – Augustinus, italiensk missionär och helgon, ärkebiskop av Canterbury
- 946 – Edmund den magnifike, 25, kung av England sedan 939
- 1089 – Ricwald, dansk kyrkoman, biskop i Lunds stift
- 1595 – Filippo Neri, 79, italiensk katolsk präst, ordensgrundare och helgon
- 1648 – Vincent Voiture, 51, fransk författare
- 1813 – Moses Robinson, 72, amerikansk politiker, guvernör i republiken Vermont, senator för Vermont
- 1818 – Michail Barclay de Tolly, 56, rysk fältmarskalk, krigsminister och furste, Finlands generalguvernör
- 1872 – Robert Wight, 75, brittisk botanist
- 1923 – Albert Leo Schlageter, 28, tysk militär och frikårsmedlem
- 1926 – Vendela Andersson-Sörensen, 65, svensk operasångare
- 1943
  - Edsel Ford, 49, amerikansk företagsledare, chef för bilföretaget Ford
  - Alice Tegnér, 79, svensk visdiktare, kompositör, musiklärare och organist
- 1944 – Christian Wirth, 58, tysk militär och SS-officer
- 1955 – Alberto Ascari, 36, italiensk racerförare
- 1974 – Felix Alvo, 56, svensk filmproducent, produktionsledare, statistskådespelare och svajmastartist
- 1976 – Martin Heidegger, 86, tysk filosof
- 1978 – Tamara Karsavina, 93, rysk ballerina
- 1983 – Anders Andelius, 60, svensk skådespelare
- 1986 – Gunnar Björnstrand, 76, svensk skådespelare
- 1994 – George Wildman Ball, 84, amerikansk diplomat, USA:s FN-ambassadör
- 1997 – Seppo Heikinheimo, 58, finländsk musikvetare och författare
- 2001 – Vittorio Brambilla, 63, italiensk racerförare
- 2005 – Eddie Albert, 99, amerikansk skådespelare
- 2006 – Ted Schroeder, 84, amerikansk tennisspelare
- 2008 – Sydney Pollack, 73, amerikansk filmregissör, producent och skådespelare
- 2009
  - Nils Erik Enkvist, 83, finländsk professor i lingvistik
  - Peter Zezel, 44, kanadensisk ishockeyspelare
- 2013
  - Otto Muehl, 87, österrikisk konstnär
  - Jack Vance, 96, amerikansk författare
- 2014
  - William R. Roy, 88, amerikansk demokratisk politiker
  - Eva Winther, 92, svensk folkpartistisk politiker, statsråd 1978–1979
- 2015 – Vicente Aranda, 88, spansk filmregissör
- 2017 – Zbigniew Brzezinski, 89, polsk-amerikansk diplomat och statsvetare
- 2019 – Prem Tinsulanonda, 98, thailändsk militär och politiker
- 2022
  - Thorstein Bergman, 79, svensk trubadur och vissångare
  - Andrew Fletcher, 60, brittisk musiker, medlem i gruppen Depeche Mode
  - Ray Liotta, 67, amerikansk skådespelare